# Interzone (журнал)
«Interzone» — полупрофессиональный журнал Великобритании, созданный в начале 1980-х несколькими деятелями британского фэндома с целью объединения фантастов Соединённого Королевства.

## История
Задуманный как издание для писателей, издателей и соискателей, а не для широкой публики, первый номер фэнзина «Interzone» вышел весной 1982 года. Материал ежеквартального фэнзина, получившего своё название в честь места действия романа Уильяма Берроуза «Голый завтрак» (1959 год), в основном состоял из критических статей, обзоров, рецензий и произведений начинающих авторов. Первоначальная команда энтузиастов, благодаря которому и появился журнал, насчитывла 8 человек: Джон Клют (англ. John Clute), Алан Дори (англ. Alan Dorey), Малкольм Эдвардс (англ. Malcolm Edwards), Колин Гринлэнд (англ. Colin Greenland), Грэхам Джеймс (англ. Graham James), Роз Кавенай (англ. Roz Kaveney), Саймон Аунсли (англ. Simon Ounsley) и Дэвид Прингл (англ. David Pringle). Однако, к осени 1985 года (вышел 13 выпуск журнала) из восьми остались всего двое: Аунсли и Прингл, который занимал пост главного редактора.
Создатели журнала никаких денег за работу не получали, иногда имели место частные пожертвования (в 1984 году щедрое пожертвование сделал сэр Клайв Синклер) и финансовая помощь со стороны (в основном от общественных организаций в области культуры). С 1984 года редакцией журнала была введена читательская премия (англ. Interzone Poll), вручаемая на основании голосования читателей «Interzone».
После выхода 24 номера летом 1988 года, с сентября «Interzone» начинает выходить раз в два месяца, до 34 номера в марте 1990 года). Затем журнал начинает появляться раз в месяц. Из-за некоторых срывов графика, с 2003 года «Interzone» выходит раз в два месяца (6 номеров в год).
В 2004 году Прингл продал журнал издательскому дому «TTA Press» и ушёл в отставку, главным редактором становится представитель издательства — Энди Кокс (англ. Andy Cox). В 2006 году Американская ассоциация писателей-фантастов исключили «Interzone» из списка профессиональных журналов, из-за низких цены и тиража.

## Награды и номинации
С 1986 года «Interzone» ежегодно номинировался на «Хьюго» в категории лучший полупрофессиональный журнал, и стал лауреатом в 1995 году.